# Nguyễn Trãi, thành phố Kon Tum
Nguyễn Trãi là một phường thuộc thành phố Kon Tum, tỉnh Kon Tum, Việt Nam.

## Địa lý
Phường Nguyễn Trãi nằm ở phía tây nam của thành phố Kon Tum, cách trung tâm thành phố khoảng 3 km, có vị trí địa lý:
- Phía đông giáp phường Lê Lợi
- Phía tây giáp xã Đoàn Kết
- Phía nam giáp phường Trần Hưng Đạo
- Phía bắc giáp phường Quyết Thắng và xã Vinh Quang ranh giới là sông Đăk Bla.

Phường Nguyễn Trãi có diện tích 4,79 km², dân số năm 2020 là 5.184 người, mật độ dân số đạt 1.072 người/km².

## Hành chính
Phường Nguyễn Trãi được chia thành 5 tổ dân phố: 1, 2, 3, 4, 5.

## Lịch sử
Ngày 8 tháng 1 năm 2004, Chính phủ ban hành Nghị định 13/2004/NĐ-CP về việc thành lập phường Nguyễn Trãi trên cơ sở 600 ha diện tích tự nhiên và 3.889 nhân khẩu của xã Đoàn Kết.
Ngày 10 tháng 4 năm 2009, Chính phủ ban hành Nghị định 15/NĐ-CP về việc thành lập thành phố Kon Tum thuộc tỉnh Kon Tum. Phường Nguyễn Trãi trực thuộc thành phố Kon Tum.